# Club de Fútbol Balaguer
Pour les articles homonymes, voir Balaguer (homonymie).
Maillots
Le Club de Futbol Balaguer est un club de football de la ville de Balaguer.

## Histoire
Le club évolue pendant 30 saisons en Tercera División. Il se classe premier de son groupe de Tercera División à deux reprises, en 1991 et 2000.

## Palmarès
- Champion de Tercera División en 1991 et 2000

## Anciens joueurs
- Francisco Javier Sánchez Jara